# Chacal du Sénégal
Canis aureus anthus
Sous-espèce
Le chacal du Sénégal (Canis lupaster anthus) est une sous-espèce du loup doré d’Afrique qui vit en Afrique de l'Ouest, plus précisément au Sénégal. Aussi appelé chacal svelte, il est plus grand et plus haut que son cousin le Loup d’Égypte.
Synonymes latins : Canis anthus, Canis senegalensis (C. E. H. Smith, 1839)